# Brownlee Park
Brownlee Park é uma Região censo-designada localizada no estado americano de Michigan, no Condado de Calhoun.

## Demografia
Segundo o censo americano de 2000, a sua população era de 2588 habitantes.

## Geografia
De acordo com o United States Census Bureau tem uma área de 
5,2 km², dos quais 5,2 km² cobertos por terra e 0,0 km² cobertos por água.

## Localidades na vizinhança
O diagrama seguinte representa as localidades num raio de 20 km ao redor de Brownlee Park. 